# Bubanza
Bubanza è un comune del Burundi capoluogo della provincia di Bubanza con 83 678 abitanti (censimento 2008)
È situato nel nord-ovest del paese.

## Geografia antropica

### Suddivisioni amministrative
Il comune è suddiviso in 22 Colline.